# Orthomorpha atrorosea
Orthomorpha atrorosea är en mångfotingart som först beskrevs av Pocock 1894.  Orthomorpha atrorosea ingår i släktet Orthomorpha och familjen orangeridubbelfotingar. Inga underarter finns listade i Catalogue of Life.